# Котка на Жофроа
Котката на Жофроа (Leopardus geoffroyi), среща се и като котка на Жофруа, е дребен хищник от семейство Коткови (Felidae). Видът е разпространен единствено в Южна Америка и е един от деветте съвременни южноамерикански котки. Заедно с пумата и кодкода се нарежда и сред котките, които обитават най-южните части на Земята. Котката на Жофроа е представител на мъркащите котки, които се отличават с по-дребни размери на тялото – наподобява едър породист представител на домашната котка. Единствено наличието на лъжливи очи по задната повърхност на ушите подсказва за това, че котката принадлежи към отделен вид. Пригодена е за живот както в сравнително откритите пространства, характерни за Патагония, пампасите и полупустинните райони на Северозападна Аржентина, така и за местности, обрасли с ниска дървесна и храстова растителност, характерни за подножието на Андите и Гран Чако. Подобно на всички дребни котки се храни с дребни гризачи, птици, влечуги, земноводни, риби и насекоми.
До средата на XX век плътността на котките в ареала е значителна, но поради красивото оцветяване на космената покривка в последните десетилетия става жертва на човешката суета и броят им рязко намалява. Само за няколко десетилетия южноамериканските страни се превръщат в износител на кожи от котки на Жофроа, които се използват в кожухарската промишленост. Така видът е поставен на ръба на оцеляването в дивата природа и днес уловът му е забранен. Въпреки това котките продължават да стават жертва на хората в резултат на бракониерство, пътни произшествия и унищожаване на естествените им местообитания. Затова Международният съюз за защита на природата класифицира вида като почти застрашен.

## Разпространение
Котката на Жофроа е разпространена в южната част на континента Южна Америка, източно от Андите. Нейният ареал обхваща Югоизточна Боливия, обширни райони от Парагвай, част от южния бразилски щат Рио Гранди до Сул, и западната част на щата Мато Гросо до Сул, почти целите Уругвай и Аржентина с изключение на провинциите Мисионес и Огнена земя, както и централната и южната част на Чили – крайните източни части на регионите Араукания (националния резерват Алто Биобио), Лос Лагос, Айсен и Магалянес и Чилийска Антарктика. На юг ареалът му достига до Магелановия проток, а в Андите се среща до 3300 метра надморска височина. Общият обхват на разпространение на вида обхваща територия с площ над 4,2 милиона km².
Ареалът на разпространение от запад е ограничен от Андите. В северна посока обхваща Гран Чако като частично навлиза в Амазонската джунгла и завива на югоизток покрай Пантанал. Движи се на юг по поречието на река Парагвай до вливането на Парана. Оттук продължава в източна посока до Атлантическото крайбрежие, което е и източната граница на разпространение на вида. Андите отделят ареала на разпространение на котката на Жофроа от този на кодкода, а в северозападна посока ареалът ѝ граничи с този на андската котка, като на места двата ареала частично се припокриват. С изключение на Централна и Североизточна Аржентина ареалът на разпространение на колоколото се припокрива с този на котката на Жофроа. В тези райони се среща и друг родствен вид – оцелотът. На север ареалът граничи с останалите два родствени вида от рода – онцила и маргай. Северните части от ареала им са и територии, обитавани от останалите три по-едри южноамерикански представители на семейството – ягуар, ягуарунди и пума, а по планинската верига на юг до Магелановия проток продължават да споделят общ ареал с пумата. Разпространението на юг до този проток заедно с колоколото и пумата нарежда вида сред най-южно разпространените представители на семейство Котки.

## Местообитание
Местообитанията на котката на Жофроа са изключително разнообразни. Ареалът на разпространение на вида е в зоната на умерен и субтропичен климат, а в най-северните му части преминава и в тропичен. Южната част на континента се характеризира с големи открити пространства, които са и предпочитаното за вида местообитание. Характерни са ниските гори (шубраци), сухи гори и савани в Гран Чако. В източната част от ареала се простират пампасите, които на юг обхващат и част от Патагония. Пампасите включват обширни тревисти или блатисти райони. Патагония заема значителна част от ареала на вида и е известна със степните си равнини. Котките обитават както естествени райони, така и части от пампасите обработвани за селскостопански цели.
В западната част на ареала климатът преминава в планински с ниска храстова или дървесна растителност, а в субтропичните ширини има и полупустини и алпийски солени пустини като Монте и Салинас Грандес. Котката обитава еднакво добре сухи и влажни зони, открити и гористи участъци. Космената покривка за всички подвидове е сравнително къса, въпреки че видът се намира далеч на юг от екватора. Котката на Жофроа понася еднакво добре както студени температури в крайните участъци на своя ареал – високото плато Алтиплано в Боливия и брулените от мощни студени ветрове райони около Магелановия проток – така и едни от най-топлите места на континента, наричани „Зеления ад“ – огромна по площ централна низина по източния склон на Андите в Северозападна Аржентина. Котката понася и неудобствата на прашните бури в Патагония. Числеността на популацията ѝ обаче е по-голяма в откритите зони. Не обитава тропически гори, въпреки че на север достига до Амазонската джунгла. В подобни гранични райони популацията ѝ е доста фрагментирана и концентрирана в места с открити пасища. Котката на Жофроа и колоколо са симпатрични видове, поради общите местообитания, които споделят в значителна част от ареалите и на двата вида.

## Етимология на името
Тази южноамериканска котка носи името на френския зоолог Етиен Жофроа Сент-Илер. Като професор по биология в Париж, Сент-Илер описва котката.
Нерядко е наричана и Оцелот на Жофроа. В Боливия като локално име на езика на индианците кечуа се използва думата „oskollo“. В превод думата означава „дива котка“ и се използва за обозначаване едновременно и на андската, и пампасната котки. В Парагвай като локално име на езика на индианците гуарани се използва наименованието „tirika“ .
На испански котката често е наричана „Gato montes“ (в превод – планинска котка). Същото име обаче се употребява както за други южноамерикански котки като андската, така и за дивата котка от Стария свят. Някои местни наименования са обусловени от местообитанията на вида. В района на пампасите котката се нарича „Ocelote de la Pampa“ (пампасен оцелот), а в планинските райони – „Gato de las Montañas“ (планинска котка). На португалски котката е известна с името „Gato do mato grande“.
В районите, които обитава, съществуват множество локални наименования. Така например в Аржентина това са „gato montés“, „gato de mato“, „gato montés común“, „overito“ и „gato de las salinas“, в Бразилия – „gato do mato pelo curto“, „gato do mato grande“ и „gato do mato de Geoffroy“, в Чили – „gato montés argentino“, в Боливия – „oskollo“, в Перу – „osjo“.

## Класификация
Видовете, обединени днес в общ род южноамерикански котки в миналото са класифицирани от таксономите по различен начин. Едва в началото на XXI век след провеждане на генетични изследвания всички познати днес видове са обединени в род Leopardus. Котката на Жофроа също нееднократно променя своите таксономични названия с цел да бъде поставена на подходящо място в класификацията на семейството.
Пръв през 1843 година Джон Едуард Грей дава името Leopardus himalayanus като nomen nudum, за да илюстрира реалното съществуване на вида. Грей описва и друг екземпляр, донесен от Парагвай в Буенос Айрес като го нарича с името Pardalina warwickii. По-късно обаче са изразени известни съмнения за съществуването на този вид и името warwickii се приема като синоним на Felis geoffroyi. Оригиналният екземпляр обаче е от района на Рио Негро в Патагония и е донесен от Алсид Д’Орбини през 1844 година. В същата година Пол Жерве го описва като нов вид. Поради приликата си с дивата котка, позната на европейските натуралисти котката на Жофроа е наредена сред представителите на род Felis. Това местоположение в таксономията на вида е използвано от редица изследователи през 18-и и началото на 19 век. През 1858 г. Николай Северцов отделя вида в друг род. По подобен начин видът е описван извън Felis и от други учени след Северцов. Така котката на Жофроа, кодкод и пампасната котка са отделени в нов самостоятелен род наричан според различните автори като Oncifelis, Oncoides или Herpailurus. В други класификации Oncifelis е разглеждан като подрод в род Felis, а пампасната котка нерядко е отделяна в самостоятелен род или подрод Lynchailurus.
В резултат на генетични изследвания, проведени сред южноамериканските котки е установено близкото родство между деветте съвременни вида. Така всички видове, включително и котката на Жофроа днес повечето класификации представят в общ род Leopardus. Въпреки това обаче в литературата научното име на вида може да бъде срещнато като Oncifelis geoffroyi и по-рядко Felis geoffroyi.
Интересен факт е например, че през 1914 г. швейцарският натуралист Моисес Бертони дава името Felis melas на екземпляр, убит в Парагвай с тъмна кожа. С това видово име са наричани всички котки на Жофроа, известни днес като меланисти. През 1939 г. обаче е докладвано, че Бертони фактически дава това наименование с идеята, че описва нов вид като изхожда от данните на кожа от котка, която днес се нарича колоколо.

### Подвидове
Признати са пет подвида:
- Leopardus geoffroyi geoffroyi (d'Orbigny & Gervais, 1844) – разпространен в Централна Аржентина,
- Leopardus geoffroyi euxantha (Pocock, 1940) – разпространен в Северна Аржентина и Западна Боливия,
- Leopardus geoffroyi paraguayae (Pocock, 1940) – разпространен в Южна Бразилия, Северна Аржентина, Парагвай и Уругвай,
- Leopardus geoffroyi leucobapta (Pocock, 1940) – разпространен в областта Патагония (Аржентина и Чили). Според някои от класификациите съществуването на този подвид се поставя под съмнение и се разглежда като част от Leopardus geoffroyi geoffroyi.[35][27]
- Leopardus geoffroyi salinarum (Thomas, 1903) – разпространен в Северозападна и Централна Аржентина.

## Еволюция
Котката на Жофроа е един от десетте съвременни представителя на семейство Котки, които населяват Южна Америка. Еволюционно представителите на семейството са сред едни от рано отделилите се линии като еволюцията на видовете протича основно в Северна, а след възникването на Панамския провлак преди 2 до 4 милиона години и на територията на Южна Америка. Котката на Жофроа е представител на линията на оцелота, която днес включва всички съвременни представители от род Leopardus. Предшествениците на днешните южноамерикански котки се отделят като самостоятелна линия преди около 11 милиона години, когато мигрират през Беринговия проток към Северна Америка. Линията на оцелота днес допълнително се подразделя на три подлинии. Първата е тази на оцелота и маргая, втората е на онцила и пампасната котка. Третата е на котката на Жофроа и кодкод. Това говори за най-близко родство на вида с друг от най-южните видове котки, кодкод. Подлинията на котката на Жофроа и кодкод се диференцира преди около два милиона години вероятно на територията на Южна Америка в резултат на големия американски обмен на видове. Котката на Жофроа обитава обширни райони в южната част на континента с големи разлики в климата и местообитанията. Те обаче нямат естествени граници помежду си и това позволява на обособяващите се разлики в подвидовете да не бъдат осезаеми в резултат на контактите между отделните индивиди. Андите обаче са естествена граница, която позволява на вероятно отделил се подвид да запази и затвърди черти, които по-късно да го обособят като отделен вид.
Една от чертите, отличаващи котките от линията на оцелота, е разликата в диплоидния хромозомен набор на представителите ѝ. Всички видове от семейство Котки имат 38 броя хромозоми. Изключение от това правило са Южноамериканските котки, които притежават 36 броя хромозоми.

## Физическа характеристика
По размер котката на Жофроа е съизмерима с домашната котка. Дължината на тялото е 55 – 65 cm, а дължината на опашката достига до 35 cm, височината до рамото достига до 23 cm. Тежи от 2 до 6 kg, като средното тегло на мъжките котки е 4,8 kg, а на женските – 4,2 kg. Мъжките индивиди винаги са по-едри от женските. Обикновено са 1,34 пъти по-тежки, но това съотношение е различно при отделните местообитания и варира от 1,21 при котките от Уругвай и южната част на Чили до 1,76 в северните пампаси на Аржентина.
Основният цвят на козината е сив или жълтеникаво-кафяв, като първият тип се среща основно в южната част на ареала, а вторият – на север. Има кръгла глава и средно големи крака. Главата е с големина, колкото главата на домашна котка. Мъжките са по-едри от женските. Ушите са закръглени, очите големи. Ирисите варират от тъмно-златисти до зеленикаво-сиви. Козината е къса през лятото и по-дълга през зимата, покрита с малки черни петна и ивици. Муцуната има по две черни ивици, разположени хоризонтално от очите и устата към ушите и няколко вертикално върху челото. Множество малки, кръгли, черни точки с почти еднакви размери са разположени на равни разстояния един от друг като образуват черна „огърлица“ на гърдите. Външната страна на ушите е черна с бели петна по средата. Опашката е с черни напречни петна и от 6 до 8 черни пръстени, умерено дълга и достига до 1/3 от общата дължина на животното. Долната част на тялото е по-светла, но също е покрита с малки черни петна. Окраската на подвидовете силно варира, често се среща и меланизъм – напълно черни екземпляри.
Котката на Жофроа има големи, закръглени уши, които ѝ помагат да чуе своята плячка в гъстите шубраци и треви. Тя разполага с остри като бръснач нокти, които помагат при лова. Осевата част на скелета е представена от 7 шийни, 13 гръдни, 7 поясни, 3 кръстцови и 21 опашни прешлена. Девет от ребрата са свързани пряко с гръдната кост, а останалите 10 до 13 чифта са свързани с хрущялни връзки или са плаващи.

### Цветови разновидности
Цветовата окраска на котки от различните подвидове е различна. В северните райони на ареала – Южна Бразилия, Западна Боливия, Северна Аржентина и Уругвай, където обитават подвидовете Leopardus geoffroyi euxantha, Leopardus geoffroyi paraguayae и Leopardus geoffroyi salinarum – основният цвят варира от наситена охра до кафяв; в Централна Аржентина, където обитава подвидът Leopardus geoffroyi geoffroyi цветът на козината изсветлява от светлокафеникав до сив, а още по на юг – в южната част на Аржентина и Чили, в които обитава подвидът Leopardus geoffroyi leucobapta козината придобива сребристо-сив цвят, като от север на юг цветът на котките се променя постепенно. Котките в крайните южни ареали са с дълъг косъм, а на север дължината му значително намалява. Стига се до там, че при съчетанието между различните окраски и дължина на косъма различните индивиди да бъдат възприемани като представители на два вида. Отново като локално наименование в района на солените езера в северозападната част на ареала местните наричат късокосместите екземпляри „Соленопустинни котки“ (подвид Leopardus geoffroyi salinarum). Чисто черни котки Жофроа се срещат по-често в северната част на ареала и в областите, покрити с гъсти гори. Еднакво разпространени са както тези в дивата природа, така и меланистите отглеждани в плен. Черното оцветяване на цялата космена покривка при котката на Жофроа се дължи на доминантен алел. Същият алел определя и меланизма при ягуара, онцила, пампасната котка, кодкод и азиатската златна котка.

### Кръстоски
Котката на Жофроа може да се кръстоса с домашната котка. Полученият хибрид е наречен „Сафари“ и притежава цвета и шарките на дивия южноамерикански вид и същевременно кротостта на домашната котка. Сафари лесно се привързват към своите стопани и се отнасят добре с деца и дори с хора, които не познават.
Първите кръстоски Сафари са отгледани в началото на 1970-те години. Ограничен брой са отгледани както за домашни любимци, така и като опитни животни при научни изследвания на левкемията, провеждани в университета във Вашингтон. Котките Сафари са изключително редки и трудни за развъждане. Това се дължи на различния хромозомен набор у родителската двойка (38 при домашната котка и 36 при котката на Жофроа). В резултат на това хибридът има 37 хромозоми. Нечетният набор от хромозоми в генома на Сафари е причина те трудно да се развъждат Поради тази причина повечето котки Сафари са предимно от поколения F1 и по-рядко от F2. Съществуват известни надежди в най-близко време да се родят и котета от поколение F3.
В Бразилия ареалът на котката на Жофроа от юг се застъпва с този на онцила от север. В местата, където двата вида се срещат съвместно, са наблюдавани случаи на междувидови кръстоски.

## Поведение

### Начин на живот
Подобно на повечето котки, котката на Жофроа е активна предимно нощем. Ловува основно на зазоряване и привечер, а през деня предпочита да се крие в гъстите храсталаци. При изследване е установено, че най-голяма активност проявява в часовете около 1 и 4 през нощта. Котките обаче се оказват поведенчески гъвкави и в случаите на намаляване на плячката в района могат да променят своя начин на ловуване. В такива случаи е наблюдавана дневна активност с пик от 12 до 15 часа. Този поведенчески модел е точно обратен на този, наблюдаван в същото време в други области и дори същата област в периода на изобилие от плячка. Тази промяна може да бъде отговор на комбинация както от екологични (наличие на плячка или други хищници с цел избягване на конкуренцията) така и от физиологични фактори (енергоспестяване). В случаите на неблагоприятни климатични условия при суша плячката на обитаваната територия намалява. Не се наблюдава миграция към места богати на повече потенциална плячка. Котките гладуват и част от индивидите умират. В резултат на това плътността на популацията намалява. В горите ловува и спи по дърветата. Търси и преследва плячка еднакво добре на земята, на дърветата и около водата. Установено е, че мъжките изминават до 4,5 пъти по-голямо разстояние при лов в сравнение това изминато от женските. Макар че водят основно наземен начин на живот котките на Жофроа са добри катерачи и плувци. При изследване на начина на живот на котките от вида, проведено в Аржентина, над 93% от котешките изпражнения са събрани от основата на разклонение на клони по дървета. Причина за това е, че макар да ловува в открити пространства времето, през което почива прекарва в близки местности обрасли с ниска дървесна растителност скрита между клоните. Плува отлично и лови риба в реките и блатата. Може да преплува реки с ширина до 30 – 35 метра дори когато са с бързотечащи води. При изобилен лов прави запаси от месо. Наблюдавани са случаи, когато котката на Жофроа се изправя на задните крайници, а опашката използва за опора. Така подобно на сурикати, порове и мангусти котките наблюдават за потенциална заплаха или плячка. Това поведение е неестествено за котка и се наблюдава само при този вид.
Продължителността на живота на котката на Жофроа в дивата природа е до 15 години. При добри условия в плен могат да доживеят и до 20 години.
Води единичен начин на живот. Индивидуалната територия на мъжките котки частично се припокрива с териториите на няколко женски. Мъжките ловуват на територия около 10 km², а женските заемат територия от около 3,5 km². Котките маркират територията си чрез урина и изпражнения. Изследвания на териториите, които обитава котката на Жофроа показват, че големината може да варира в широки диапазони и се влияе основно от природните условия и най-вече наличието на подходящи животни, които да служат за храна. Обикновено територията на мъжките индивиди е с до 2,5 пъти по-голяма от тази на женските и частично се припокрива с тази на няколко от тях. В Бразилия гъстотата на индивидите е 10/100 km², в Чили (националния парк Торес дел Пайне) е 7 – 12/100 km², в Гран Чако в Боливия варира от 2 до 42/100 km². Интересен факт е, че броят на индивидите на дадена територия може да се увеличи или намали при положение, че се промени числеността на дребните гризачи. В парка Лиуе Калел в Аржентина през 2006 г. гъстотата на котките е варирала в границите на 3 – 26/100 km². Две години по-късно през 2008 г. се е увеличила почти двойно до 35,5 индивида на 100 km². Котките отбягват и територии освободени за пасища на домашен добитък или са населени от интродуцирани диви коне. Това се дължи на влошаване на условията на живот в тези територии дължащи се на изпасване и утъпкване, в резултат на което се намалява и плячката. В тези случаи котките се придържат към съседни местности обрасли с рядка дървесна растителност или храсталаци. Хранителният режим в тези случаи не се променя, но индивидите изминават по-голямо разстояние в търсене на плячка.

### Хранене
Котката на Жофроа се храни с дребни животни (малки гущери, гризачи като различни плъхове, мишки, морски свинчета, агути), насекоми, птици и техните яйца, риби и земноводни. Тъй като е отличен катерач и плувец, котката успешно лови риби и жаби във водата и насекоми и птици по дърветата. Основна част от менюто на вида са дребните гризачи с различни видови вариации в различните участъци на местообитанията. Другите видове животни са вторични хранителни продукти, също с известни видови различия според географското положение. Това показва, че котките на Жофруа са в състояние да проявяват известна степен на адаптивност по отношение на хранителното поведение. Оказва се, че котката на Жофроа е успешен хищник, ловуващ и зайци от интродуциран в значителна част от ареала на котката вид европейски див заек.
Плячката на котката варира в зависимост от местообитанието. В Аржентина обичайна плячка са дребни местни гризачи, както и птици. В проучване, осъществено от аржентински учени в резервата Лагуна де Мар Чикита е установено чрез анализ на изпражненията, че плячката на котката на Жофроа е съставена от 42% водолюбиви птици и 40% дребни бозайници, като относителния дял на водолюбиви птици в храната се променя през цялата година, във връзка със сезонните колебания в тяхната наличност. В пустинния район на Монте около 63,3% от плячката е съставена от дребни бозайници. Гризачите от подсемейство Sigmodontinae съставляват основната годишна плячка на котките като видовете Akodon molinae и Calomys musculinus заемат значителен дял. Това са основните видове включени в менюто на котките от централна Аржентина, както и в по-малка степен гризачите Akodon azarae и Eligmodontia typus.
Количеството на птиците и влечугите сред храната на котката се увеличава в по-топлите месеци на годината. Сезонните разлики в състава на диетата са по-високи между топлите и студените части на годината, което предполага, че плячката е ограничена от сезонната неравномерност на представителите ̀и. В Чили котката ловува гризачи, равнинни вискачи и зайци. В южната част на континента, където ареалът на вискачите престава, основна плячка са дивите зайци. Риба и останки от жаби са намерени в стомасите на котки Жофроа в Уругвай и Бразилия. Котките от бразилската популация са специализирани в лова основно на бозайници. Те представляват три четвърти от улавяната плячка, а видовете са дребни гризачи от родовете Oligoryzomys, Necromys, Cavia, плъха Holochilus brasiliensis както и доста по-едри гризачи като нутрията. Подвидът Leopardus geoffroyi paraguayae обитава предимно гористи райони. Видовото естество на плячката също мени своя характер. Папагалчетата монах и петнистата нотура заемат значителен дял от птиците в менюто му. От гризачите основната плячка са местни видове от родовете Oligoryzomys и Cavia.
В плен са наблюдавани екземпляри, които дъвчат зелени стръкове трева. Котките ядат растителност за подпомагане на храносмилането и за повръщане и премахване на космени топки. Проучване на кости от зайци уловени и убити от котки на Жофруа показва, че основните фрактури на костите са при черепа (предимно долна челюст), лопатката, ребрата и епифизите на дългите кости на крайниците.

## Размножаване
Котките на Жофроа са единаци и не живеят съвместно. Единствено по време на брачния сезон образуват нетрайни двойки с единствената цел да се чифтосат и оплодят. Брачният сезон не е ясно изразен и обикновено могат да се размножават целогодишно. Въпреки това обаче се наблюдава пик в размножаването, който е в периода декември – май. Обикновено това е сезона, в който хранителните ресурси в местообитанията се увеличават.
Котките се чифтосват обикновено на дърветата. Предварително самците по миризмата установяват коя от котките, с която споделя обща част от територията е готова за чифтосване. След чифтосването женската сама прогонва своя партньор. В случай, че новородените умрат седмица по-късно женската се разгонва и може да се чифтоса отново. Годишно женската износва и отглежда едно поколение.
Бременността продължава около 72 – 78 дни. Женската прави сигурно леговище в храсти, използва хралупи или естествени дупки и цепнатини в скалите, където да роди малките. Обикновено се раждат от 1 до 3 котета, по рядко 4. Новородените са с тегло около 65 – 100 g. Те растат доста по-бавно от малките на домашната котка, проглеждат на 8 до 19 дневна възраст и започват да излизат от бърлогата след 2 – 3 седмици. Женската кърми малките до 3 месеца, а малките постепенно преминават на месна храна от 6 – 7 седмица. Остават с майка си до около осмия месец. Мъжките котки не вземат участие в отглеждането на потомството.
Половото съзряване при самците настъпва на 24 месечна възраст, при женските – на 18 месечна възраст.
Интересен факт е, че сред южноамериканските видове котки се наблюдава слаб успех при репродуктивната способност на екземплярите отглеждани в плен. Особено виден е този факт сред по-дребните котки, сред които спада и котката на Жофроа. Сред възможните причини за това се предполага, че неуспехът при размножаването на котките се дължи на постоянния стрес от отглеждането в плен, включително и близостта на по-едри хищници или неадекватните жилища изградени без да са съобразени специфичните изисквания на вида отглеждан в тях, както и неадекватната за вида храна, социалната обусловеност и други фактори. Тези условия оказват влияние на нивото на стреса в организма и отделянето на хормоните. Особено влияние за това състояние се оказва от нивото на кортизола, който влияе на метаболизма, поведението и имунната система като така потиска функцията на половите жлези.

## Неприятели
Котката на Жофроа почти няма естествени неприятели в средата, която обитава. Единственият неприятел е пумата. Човекът и неговата дейност обаче се оказват най-голямата заплаха за оцеляването на вида.
Проучване за смъртността сред котките на Жофроа в периода 2000 – 2009 г., проведено в Аржентина описва 58 смъртни случая на котки загинали в района на национален парк „Лиуе Калел“ и два района с развито говедовъдство в провинция Ла Пампа. От тях едва шест екземпляра са убити от пума като всичките са били в рамките на националния парк. В седем от случаите в резултат на старост, заболяване или травма котките са умрели от глад. В повече от половината обаче (62%) смъртните случаи се дължат на човека и неговата дейност. Котките биват убивани от кучета, бракониерство или са прегазени от автомобили.
По отношение на храната, която консумира котката на Жофроа споделя екологична ниша както с родствени видове, така и с други хищни бозайници, птици и влечуги. В Патагония например конкуренция по отношение на хранителните ресурси има с видовете – пума, кулпео, аржентинска сива лисица, патагонски зурлест скункс, патагонска невестулка, няколко едри вида гущери, както и вирджински бухал и агуя. В останалите части на ареала конкуренцията е с други южноамерикански котки, пампасната лисица и майконг и отчасти ягуара, храстовото куче и гривестия вълк в крайните северни участъци.
Проучване извършено в централна Аржентина на двата симпатрични вида – котката на Жофроа и колоколо установява, че в случаите, когато двата вида споделят обща територия то броят на котките на Жофроа надвишава този на колоколо.

## Болести
При проучване сред популацията на котката на Жофроа проведено в Аржентина през 2004 г. са взети кръвни проби и проби от фекалии с цел да се определи здравния статус. Анализът на кръвните проби показва, че дивите котки на Жофроа страдат от заболявания сходни с тези на домашната котка. Така например се е оказало, че някои от котките са боледували от калицивироза, инфекциозен перитонит, носители са на причинителя на токсоплазмозата и се поразяват от болести характерни по-скоро за кучетата като гана и дирофилариоза. В изпражненията са открити яйца на голяма гама от хелминти като Vigisospirura potekhina, Didelphonema longispiculata, Pterygodermatites cahirensis, Trichuris campanula, Ancylostoma tubaeforme, Toxocara cati и различни тении. Анализът на фекалиите доказва и опаразитеност с представители на Capillaria, както и на неидентифициран вид тения и ооцисти на кокцидия. Някои от причинителите на паразитни заболявания за пръв път са откривани при вида, а V. potekhina, D. longispiculata и P. cahirensis за пръв път са откривани при паразитози в Южна Америка. Проучване сред убити от автомобили диви котки в Южна Бразилия е установило, че сред колоколо, котката на Жофроа, онципа и ягуарунди се наблюдава носителство на възрастни тении представители на род Mesocestoides. При това тениите за пръв път са откривани в Бразилия. Предполага се, че жизненият цикъл на паразитите се затваря след консумацията на междинни гостоприемници като дребни гущери. Антитела за причинителите на токсоплазмоза и котешка левкемия са открити и при екземпляри отглеждани в зоопаркове.
При проучване за инфекциозния статус сред хищниците в боливийската част на Гран Чако проведено в периода 2001 – 2005 г. са уловени и изследвани и девет котки на Жофроа. Взети са кръвни проби за анализ, който сочи, че при четири от екземплярите са открити антитела за калицивироза и панлевкопения. Една от котките е боледувала от инфекциозен ринотрахеит. Пробите са изследвани и за лептоспироза и гана, но при никоя от тях не са открити антитела за двете заболявания.
Котките в Южна Америка са краен гостоприемник на причинители на ехинококозата. При това се наблюдава носителство на един доста по-рядък и не толкова добре познат вид Echinococcus oligarthrus. За пръв път този вид е констатиран при опаразитена пума. При по-късни изследвания е открит и при ягуар, ягуарунди, оцелот, пампасна котка и котка на Жофроа. Сред други южноамерикански хищници е откриван при храстовото куче, както и при скитащи домашни кучета.
Установено е, че котката на Жофруа подобно на всички останали южноамерикански котки и някои други хищници е носител на бактерията Bartonella henselae. Носителството сред представителите на вида е значително по-слабо, но е възможно при контакт с див екземпляр и наранена лигавица да се развие заболяване известно като треска от одраскване от котка.

## Природозащитен статут
Видът все още е достатъчно многочислен, но е подложен на преследване и лов заради красивата си кожа още от времето на испанската колонизация на Южна Америка. През 1930 – 1949 г. от Чили са изнесени 2952 котешки кожи. В периода 1960 – 1990 г. годишно в света се търгуват около 150 000 кожи от котката на Жофроа. След 1960-те години експортът на кожи от четири вида южноамерикански котки (маргай, оцелот, котка на Жофроа и онцила) значително нараства. За период от четири години – 1976 – 1979 г., само от Аржентина са експортирани 340 000 кожи. От Парагвай през 1981 г. са изнесени 72 000 кожи. Трудността за определяне на точния брой на изнесените кожи се дължи и на приликата с тези на оцелота, маргая и онцила. Кожите добити от четирите вида котки са наричани „маракажа“ (maracajá) – от португалското име на маргая. Стойността на изнесените кожи от Аржентина за посочените четири години се е равнява на 8695 милиона щатски долара, като за същия период количеството на експорта им заема четвърто място по количество след тези добити от сива лисица, нутрия и всякакви видове гущери. Всяка от кожите на убита котка струва средно по 51 долара, като след преработката и в кожух или друго изделие се оскъпява от 10 до 20 пъти. За периода 1980 – 1989 г. най-големият вносител на кожи от котка на Жофроа е бившата Федерална република Германия.
Не по-малко от 25 котешки кожи са необходими за направата на едно палто. Поради това природозащитниците са обезпокоени, че видът може да бъде застрашен от изчезване. Продажбата на кожи от котката на Жофроа е забранена в Европа през 1986 г. През 1992 г. видът е поставен и под закрила от Конвенцията CITES – допълнение 1, което ограничава продажбата на кожи, улавянето на котки и търговията с тях за домашни любимци.
Основна заплаха за вида в наши дни е загубата на местообитания и убиването заради ценната кожа. Въпреки че ловът им е забранен, местните фермери продължават да убиват котките, които нападат малки домашни животни и птици. Известни са и случаи на бракониерство, а ценните кожи се продават на черния пазар.
Международният съюз за защита на природата (IUCN) определя вида като „почти застрашен“.
Аржентинското дружество за изследване на бозайниците (SAREM) го категоризира като „потенциално уязвим“ вид в Аржентина. В Червената книга на бозайниците в Аржентина видът също е посочен като „потенциално уязвим“. Бразилският институт за околната среда и възобновяемите природни ресурси (IBAMA) го определя като „застрашен“ вид в Бразилия. В Чили видът е класифициран като „почти застрашен“ от Техническия комитет за класификация на видовете към Министерството на околната среда на Чили. Националният музей по естествена история на Уругвай (MNHN) отнася вида в същата категория за територията на страната. В Червената книга на дивата природа в Боливия видът е включен в категорията „почти застрашен“. В Парагвай ловът на котката на Жофроа е забранен от 1975 г.

## Връзка с човека
Котката на Жофроа се приспособява сравнително лесно към умереното обезлесяване и човешкото присъствие, далеч по-добре в сравнение с други видове котки в Южна Америка. Вместо да бяга от обезлесените и обработваеми терени, тя се заселва и в тях и по този начин се възползва от липсата на конкуренция от други видове. Котките на Жофроа лесно се улавят в капани и се опитомяват, и много от местните жители ги отглеждат като домашни любимци и ловци на гризачи. В някои области, те се считат за заплаха за домашните птици и фермерите ги преследват безмилостно; в други области, според някои източници те се преследват не само заради кожата, но и заради месото.
Котката на Жофроа се отглежда в редица зоологически градини в Европа, Азия, Северна и Южна Америка. Основна задача на зоопарковете е не само образователното представяне на вида пред посетителите, но и изследователската работа, тъй като биологическите познания за тази котка са твърде оскъдни. В това отношение зоопарковете играят важна роля за натрупването на полезна информация, тъй като опазването на един вид в естествената му среда е невъзможно, без знания за това как и в какви условия той живее и се размножава. Почти е невъзможно да се изчисли с точност срока на бременността на животните в природата, или да се проследява редовно растежът и развитието на малките и др. В тази насока зоологическите градини се ценен източник на знания. Посредством наблюдения върху котки на Жофроа в зоологическата градина в Глазгоу (Шотландия), е установен периода на бременността при женските (72 дни), както и способността им да се разгонят отново десетина дни след раждането на мъртвородени малки. Чрез наблюдения върху отглеждани в зоопарковете животни е установена и продължителността на живота им.
Освен това зоопарковете осъществяват и важна роля в сферата на опазването на вида, чрез успешното размножаване на държаните в тях животни. Чрез контролирания разплод се създава биологична банка за вида, като предпазна мярка срещу намаляването на популацията на котката на Жофроа в естествената и среда и превръщането и в застрашен вид през последните десетилетия. Макар че котката на Жофроа трудно се размножава в плен, много зоопаркове успешно изпълняват тази задача.

## Котката на Жофроа в литературата и изкуството
Котката на Жофроа е сред по-малко известните южноамерикански котки, поради което по рядко се среща в литературата и изкуството, в сравнение с ягуара и пумата.
Запомнящ се образ на малко диво коте Жофроа представя английският зоолог и писател-анималист Джералд Даръл в книгата си „Шепнещата земя“ (The Whispering Land), публикувана през 1961 г., и отразяваща впечатленията от втората му експедиция в Аржентина през 1958 г. Докато събира диви животни в провинция Хухуй, Даръл успява да купи малко коте Жофроа. Дивото коте упорито отказва да се храни и Даръл е принуден да прибегне до хитрост: настанява първо в клетка домашно коте, а след известно време пуска в клетката и дивото коте.
| Котката на Жофроа изобразена на пощенски марки от: Камбоджа Архив на оригинала от 2016-06-02 в Wayback Machine. Уругвай Аржентина Бенин Гвинея-Бисау Република Конго САЩ |
| --- |

Първоночално малкият пленник отказва да се храни, но заразен от апетита на домашното коте, бързо свиква с новата обстановка и предлаганата храна. В крайна сметка Даръл благополучно успява да превози всички уловени животни, включително котето на Жофроа, до остров Джърси, където се намира основания от него Джърсийски зоопарк.
В областта на изобразителното изкуство заслужава да се отбележат великолепните цветни илюстрации на котката, в труда на Алсид Д’Орбини „Voyage dans l’Amérique meridionale“ (1847), както и в книгата „A Monograph of the Felidae or Family of Cats“ (1878 – 1883) на американския художник-анималист Даниел Жиро Елиът (1835 – 1915).
В съвременното изкуство котката на Жофроа е често използван образ в анималистични серии пощенски марки. Изображения на котката присъстват върху пощенски марки от Камбоджа, 1996 г., Уругвай, 1998 г., Аржентина, 2001 г., Бенин, 2003 г., Гвинея-Бисау, 2010 г., Република Конго, 2010 г., и САЩ.